# Sport Clube Nun'Alvares
O Sport Clube Nun' Álvares é um clube português localizado na freguesia de Recarei, concelho do Paredes, distrito do Porto. O clube foi fundado em 18 de Janeiro de 1922.  Os seus jogos em casa são disputados no novo Complexo Desportivo de Recarei. O clube possui ainda um outro campo, o Campo do Calvário também situado em Recarei.
A equipa de futebol sénior participa, na época de 2017-2018, na Divisão de Honra da Associação de Futebol do Porto.
A equipa de futebol sénior foi campeã, na época de 2009-2010, na 1ª Divisão da Associação de Futebol do Porto subindo assim à Divisão de Honra da Associação de Futebol do Porto.
Filial nº 3 do FC Porto.